# Diaphus meadi
Diaphus meadi és una espècie de peix de la família dels mictòfids i de l'ordre dels mictofiformes.

## Morfologia
- Els mascles poden assolir 5,4 cm de longitud total.[3][4]

## Reproducció
Assoleix la maduresa sexual quan arriba als 3,6 cm de longitud.

## Depredadors
És depredat per Trachurus capensis i Genypterus capensis.

## Hàbitat
És un peix marí i d'aigües profundes que viu fins als 250 m de fondària.

## Distribució geogràfica
Es troba a l'Atlàntic.